# سام فیشینگ (بازیکن فوتبال)
سام فیشینگ (انگلیسی: Sam Fishburn؛ زادهٔ ۲۶ نوامبر ۲۰۰۳) بازیکن فوتبال است.